# Alvíss

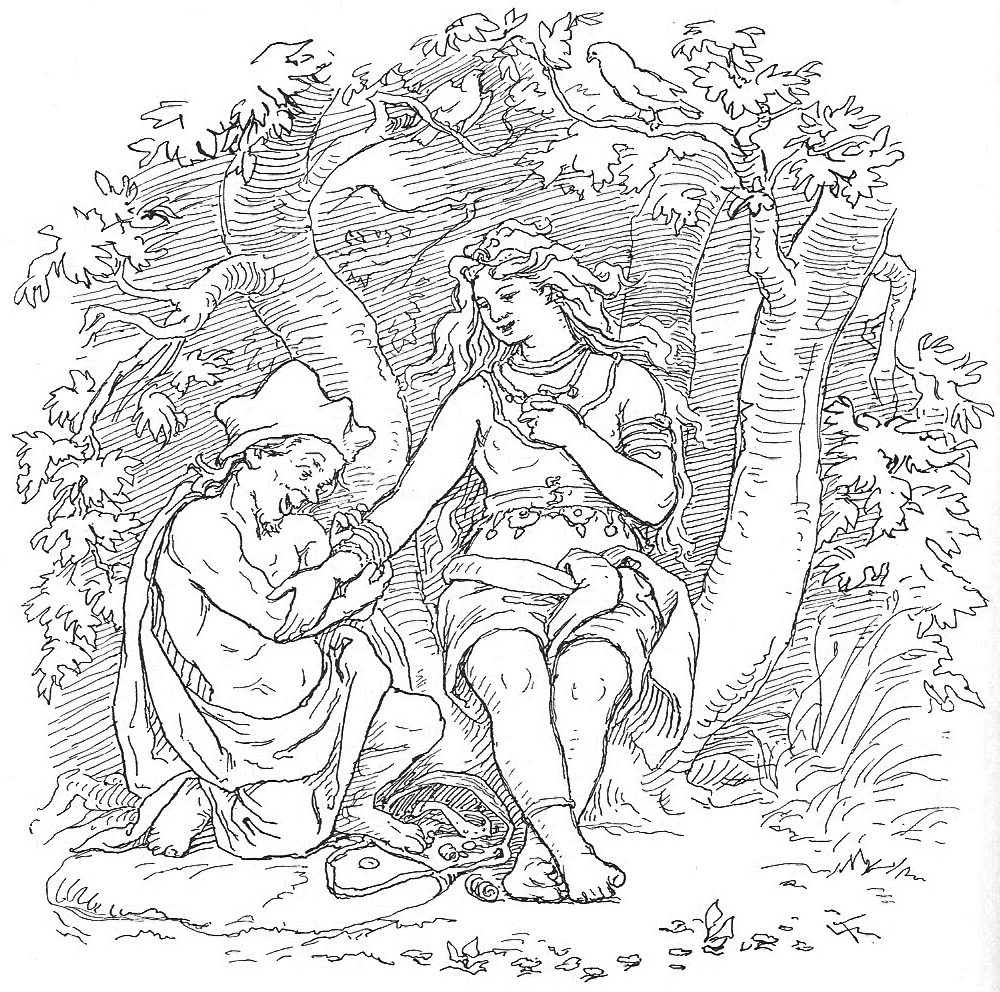
Alvíss mette un anello al braccio di Þrúðr, di Lorenz Frølich

Alvíss è un nano della mitologia norrena.
La figlia di Thor, Þrúðr, fu promessa sposa ad Alvíss. Thor non voleva però che questi sposasse la figlia, quindi elaborò un piano per impedirgli di farlo. Disse ad Alvíss che, a causa della sua altezza limitata, avrebbe dovuto provare la sua saggezza. Alvíss accettò, e Thor lo sottomise a delle prove fino al sorgere del sole. Alviss, essendo un nano, rimase pietrificato quando fu esposto alla luce solare, e Þrúðr poté rimanere nubile.

## Nella Cultura Popolare
- Alviss fa una breve apparizione nel romanzo di Neil Gaiman intitolato American Gods.
- Alviss  appare nelle cronache di Svartálfaheimr nel videogioco God of War Ragnarök come un passato protettore del reame, e una statua appare sulle coste del mare del reame.